# Alpine, Wyoming
Alpine, även känt som Alpine Junction, är en småstad (town) i Lincoln County i västra Wyoming, USA. Staden hade 828 invånare vid 2010 års folkräkning.

## Geografi
Alpine ligger vid södra änden av Snake River Canyon, på den plats där Snake River rinner ut i Palisades Reservoir. I närheten rinner även bifloderna Salt River och Greys River ut i reservoaren och förenar sig med Snake River. Området har ett fuktigt kontinentalt klimat och är snörikt på vintern.

## Kommunikationer
Orten är även känd som Alpine Junction eftersom U.S. Route 89 och U.S. Route 26 delar sig här. Vägarna kommer gemensamt norrifrån från Jackson men delar sig i Alpine, så att Route 89 fortsätter söderut via Afton, medan Route 26 vänder norrut längs reservoaren i riktning mot Swan Valley, Idaho.

## Näringsliv
Turism är en viktig näring i området, med friluftsliv, fisketurism, jaktturism och vinterturism med skoter- och skidåkning beroende på säsong. Många boende i Alpine arbetar vid Jackson Hole-dalens turistanläggningar.